# حارة الوادي (صنعاء)

تعديل مصدري - تعديل

الوادي هي إحدى حارات حي سدس احداق بمدينة الروضة شمال العاصمة اليمنية "صنعاء"، بلغ تعداد سكانها 1113 نسمة حسب تعداد اليمن لعام 2004.